# Franciszek Walasek
Franciszek Walasek (ur. 28 marca 1881, zm. 17 listopada 1947 w Sierpcu) – polski duchowny rzymskokatolicki, proboszcz Wojska Polskiego.

## Życiorys
Franciszek Walasek urodził się 28 marca 1881 roku. Pochodził z ziemi sandomierskiej. W 1905 roku wstąpił do Seminarium Duchownego w Płocku, i w 1911 roku został wyświęcony na kapłana diecezji płockiej. Jako wikariusz pracował w parafiach w Wąsewie, Obrytem, Krasnosielcu, Krzynowłodze Małej i Różanie. 
3 maja 1922 roku został zweryfikowany w stopniu starszego kapelana ze starszeństwem z 1 czerwca 1919 roku i 26. lokatą w duchowieństwie wojskowym wyznania rzymskokatolickiego. Od 1923 do 1925 proboszczem kościoła garnizonowego w Siedlcach (na który zaadaptował dawną cerkiew prawosławną) i kierownikiem Rejonu Duszpasterstwa Katolickiego Siedlce. Następnie był proboszczem parafii św. Antoniego w Baranowiczach. W 1932 roku był administratorem parafii wojskowej w Modlinie. 
24 stycznia 1934 roku został awansowany na proboszcza ze starszeństwem z 1 stycznia 1934 roku i 3. lokatą w duchowieństwie wojskowym wyznania rzymskokatolickiego. 
W tym samym roku został przeniesiony z Modlina na stanowisko szefa duszpasterstwa Okręgu Korpusu Nr IX w Brześciu. Tutaj jego staraniem kościół garnizonowy przyozdobiono nowymi malowidłami ściennymi pędzla artysty malarza Władysława Drapiewskiego. 
W czasie kampanii wrześniowej 1939 roku był szefem służby duszpasterskiej Zgrupowania „Brześć” i walczył w obronie Twierdzy Brzeskiej. Pozostałe lata wojny i okupacji spędził w rodzinnych stronach koło Puław.
Na zaproszenie swojego kolegi kursowego z seminarium, proboszcza sierpeckiego, ks. Ludomira Lissowskiego, w 1945 roku przeniósł się do Sierpca, gdzie został kapelanem w miejscowym szpitalu. Zmarł 17 listopada 1947. Pochowany został w grobowcu proboszczów sierpeckich na miejscowym cmentarzu.

## Ordery i odznaczenia
- Krzyż Kawalerski Orderu Odrodzenia Polski (11 listopada 1937)[14]
- Krzyż Walecznych (dwukrotnie)[4]
- Złoty Krzyż Zasługi (13 lipca 1939)[15]
- Srebrny Krzyż Zasługi (16 marca 1928)[16][4]
- Medal Pamiątkowy za Wojnę 1918–1921[4]
- Medal Dziesięciolecia Odzyskanej Niepodległości[4]